# 363504 Belleau
363504 Belleau este o planetă minoră (asteroid) din centura de asteroizi. A fost descoperită pe 18 octombrie 2003 la Saint-Sulpice de Observatoire de Saint-Sulpice⁠(d). 
Obiectul prezintă o orbită caracterizată de o semiaxă mare de 2,4151301732696 UAi, o excentricitate de 0,11, o înclinație de 5,8 ° în raport cu ecliptica.